# Jeff Rawle
Jeffrey Alan „Jeff” Rawle (ur. 20 lipca 1951 w Birmingham) – brytyjski aktor filmowy i telewizyjny, znany między innymi z roli George'a Denta w sitcomie Drop the Dead Monkey i z roli Silasa Blissetta w operze mydlanej Życie w Hollyoaks. Wcielił się również w postać Amosa Diggory'ego w filmie Harry Potter i Czara Ognia.

## Biografia
Rawle urodził się w Birmingham w Warwickshire w Anglii. W Aston chodził do swojej pierwszej szkoły średniej. Gdy miał 15 lat, jego rodzina wyprowadziła się do Sheffield, gdzie chodził do swojej drugiej szkoły średniej, w której wykazał zainteresowanie dramatem po wystąpieniu w kilku szkolnych przedstawieniach.

## Kariera
Swój pierwszy ważny występ zaliczył w 1973 roku rolą Billy'ego w telewizyjnej wersji powieści Billy Liar. W 1984 roku wystąpił w serialu Doktor Who jako Plantaganet. W latach 1995–1998 występował w roli Paula w serialu Faith in the Future. W 2004 roku Rawle zaczął występować w serialu Doktor Martin jako Roger Fern. Następnie wystąpił gościnnie w czwartym sezonie serialu Nowe triki w roli prawnika Jonathana Blunta. W następnym roku wystąpił w czwartym sezonie serialu Tajniacy w roli ministra spraw wewnętrznych. Pojawił się też w serialu Komandosi.
W 2005 roku Rawle pojawił się jako Amos Diggory w filmie Harry Potter i Czara Ognia, stworzonym na podstawie powieści J.K. Rowling o tym samym tytule. W 2009 roku wystąpił w serialach Bill i Przygody Sary Jane. W 2010 roku dołączył do obsady opery mydlanej Życie w Hollyoaks, wcielając się w rolę złowrogiego Silasa Blissetta. Za tę rolę otrzymał kilka nagród.

## Życie prywatne
Od 1988 roku jest związany z Niną Marc, z którą ma czworo dzieci.